# Natalia Lebedeva
Natalia Lebedeva (Unión Soviética, 24 de agosto de 1949) es una atleta soviética retirada, especializada en la prueba de 100 m vallas en la que llegó a ser medallista de bronce olímpica en 1976.

## Carrera deportiva
En los JJ. OO. de Montreal 1976 ganó la medalla de bronce en los 100 m vallas, con un tiempo de 12.80 s, llegando a meta tras la alemana Johanna Schaller (oro con 12.77 s) y su compatriota soviética Tatiana Anisimova (plata con 12.78 segundos).
Cuatro años después, en el Campeonato Europeo de Atletismo en Pista Cubierta de 1980 ganó el bronce en los 60 m vallas, con un tiempo de 8.04 segundos, tras las polacas Zofia Bielczyk  que batió el récord del mundo con 7.77 segundos, y Grażyna Rabsztyn.